# 山村良啓
山村 良啓（やまむら たかひら、正徳元年（1711年） - 天明6年（1786年）12月）は江戸時代の尾張藩の重臣。第8代木曾代官・福島関所の関守などを歴任した。
「士侗」の字で呼称されることもある。子に良恭、良由（蘇門と号す）がいる。養女のとや（香詮院）は徳川宗武の側室となり、松平定信を生んだ。

## 略歴
正徳元年（1711年）、 山村甚兵衛家4代の山村良豊の次男（5代の山村良忠の弟）の山村良尚（十郎右衛門）の子で、江戸の分家筋の旗本山村良考の三男に生まれた。
後に、尾張藩の重臣で幕府との二重封臣である、山村甚兵衛家7代の山村良及の婿養子となる。
延享3年（1746年）良及の隠居により、家督を継ぐ。
天明元年（1781年）9月に隠居し、子の山村良由に家督を譲る。同時に第8代木曾代官の位も辞任。
天明6年（1786年）死去。享年76。